# Opération Casseurs
Pour l’article homonyme, voir SOS Jaguar : Opération Casse-gueule.
Série Commissaire Betti
Rome violente
(1975) Opération Jaguar
(1976)
Pour plus de détails, voir Fiche technique et Distribution.
Opération Casseurs, ou sous sa forme longue SOS Jaguar : Opération Casseurs (Napoli violenta), est un poliziottesco franco-italien réalisé par Umberto Lenzi, sorti en 1976.
C'est le second épisode de la trilogie du commissaire Betti, joué par Maurizio Merli, après Rome violente (1975) et précédant Opération Jaguar (1976).

## Synopsis
Le commissaire Betti est muté à Naples sur ordre de sa hiérarchie. Dès son arrivée sur les lieux, la mafia locale lui réserve un accueil menaçant en forme d’avertissement. Cette dernière est placée sous la coupe « di 'O Generale ». Sous son impulsion, l’organisation devient le théâtre d’un règlement de comptes fratricide.

## Fiche technique
Sauf indication contraire, les informations mentionnées dans cette section peuvent être confirmées par la base de données cinématographiques IMDb,  présente dans la section « Liens externes ».
- Titre original : Napoli violenta (litt. « Naples violente »)
- Titres français : Opération casseurs ; SOS Jaguar : Opération Casseurs
- Réalisation : Umberto Lenzi
- Scénario : Vincenzo Mannino
- Décors : Giorgio Bertolini
- Costumes : Silvana Scandariato
- Photographie : Sebastiano Celeste, Fausto Zuccoli
- Montage : Sergio Borelli
- Musique : Franco Micalizzi
- Production : Fabrizio De Angelis
- Société de production : Paneuropean Production Pictures
- Pays :  Italie
- Langue : italien
- Format : Couleur - 35mm - 2,35:1 - Mono
- Genre : poliziottesco
- Durée : 95 minutes
- Dates de sortie :
  - Italie : 7 août 1976
  - France : 15 octobre 1980

## Distribution
- Maurizio Merli (VF : Claude Bertrand) : le commissaire Betti
- John Saxon (VF : Bernard Murat) : Francesco Capuano
- Barry Sullivan (VF : Raymond Loyer) : 'Le Général'
- Elio Zamuto Franco (VF : Bernard Tiphaine) : Franco Casagrande
- Carlo Gaddi (VF : Georges Berthomieu) : le brigadier Silverstri
- Massimo Deda : Gennarino
- Silvano Tranquilli (VF : Francis Lax) : Dr. Paolo Gervasi
- Grazia Maria Spina : l'épouse de Gervasi
- Luciano Rossi (VF : Daniel Gall) : Quasimodo
- Guido Alberti (VF : Albert Augier) : le chef de la police
- Attilo Duse (VF : Michel Bardinet) : le maréchal Antinori
- Vittorio Sancisi (VF : Marc François) : Le kidnappeur de Gervasi
- Tom Felleghy (VF : Michel Barbey) : l'inspecteur de Gênes
- Nino Vingelli (VF : Jean Violette) : Don Antonio Polipo
- Paolo Bonetti (VF : Pierre Arditi) : le voleur qui veut revendre la bague
- Pino Ferrara (VF : Jacques Torrens) : le père de Gennarino
- Franco Odoardi (VF : Jacques Ebner) : De Cesare
- Giovanni Cianfriglia (VF : Marc de Georgi) : Maffei

## Bande originale
1. Folk and Violence
2. Welcome to Napoli
3. Tira’a rezza oj piscatore
4. Crime Outcome
5. The Violente Face
6. A Man Before Your Time
7. Gennarino’s Joke
8. I Won’t Say It
9. Naples Alley
10. The Garage of the Giant
11. Trap and Death
12. Fire in the Garage
13. The Giant Is Dead
14. Bloody Robbery
15. Rush for a Sign
16. Betti’s Investigation
17. The Chase over the Roofs
18. Useless Waiting
19. Criminals at Work
20. Ten Minutes to One
21. Get Down the Train
22. Targeting a Killer
23. Bitter Success
24. The Price for a Fight
25. Looking for Capuano
26. A Man Before Your Time (version instrumentale)
27. Thus Ended the General
28. The Price Is too High
29. Get Back to Fight
30. A Man Before Your Time (interprété par The Bulldogs, paroles d’Antonio Valli et d’Umberto Lenzi)